# Unión de Compositores Soviéticos

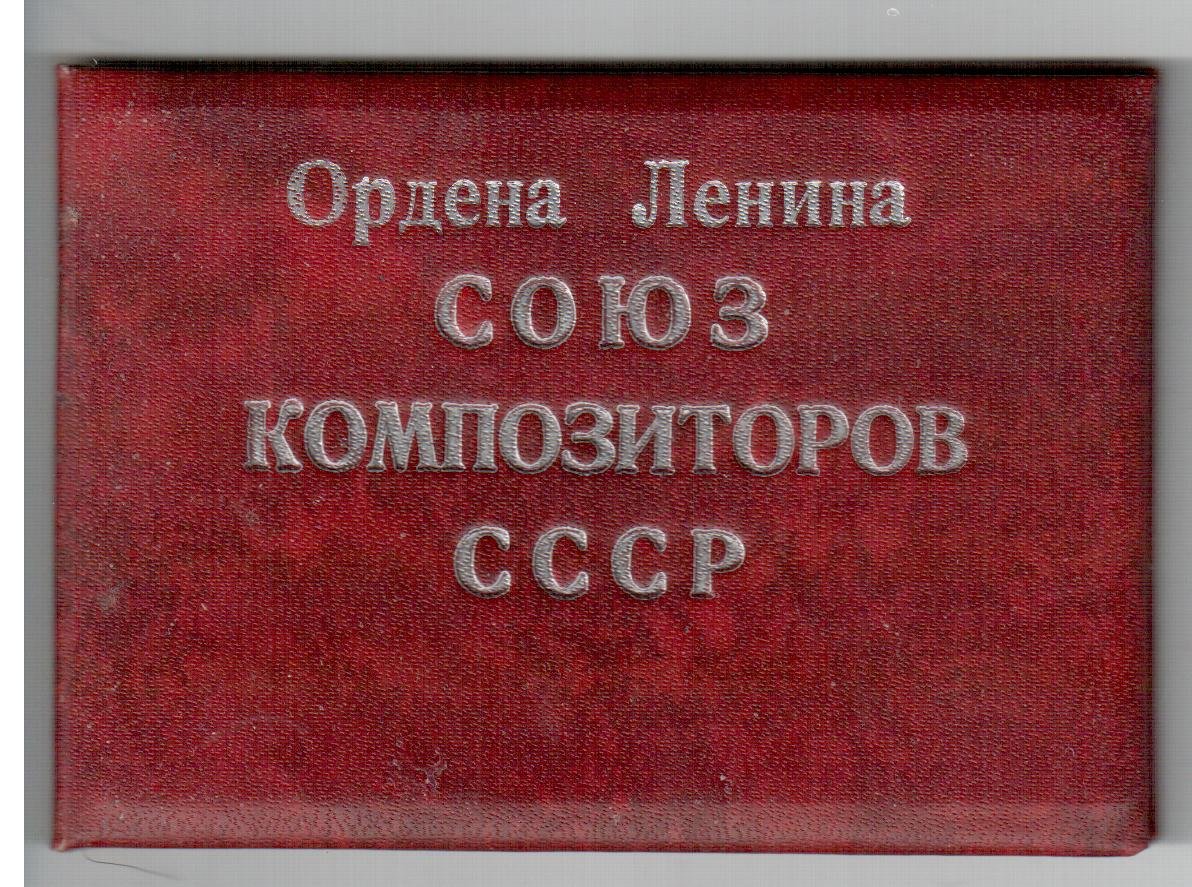
Placa de la Unión de Compositores Soviéticos.

La Unión de compositores soviéticos (del ruso: Ордена Ленина Союз композиторов СССР, СК СССР), fue establecida por Stalin en 1932, y se disolvió en 1991 tras la disolución de la Unión Soviética. Fue un órgano gubernamental encargado de la evaluación de los trabajos de compositores de la URSS. Esta evaluación se basaba en la adecuación a la obra de los intereses políticos en vigor, e incluso se aplicaba a sus miembros.

## Miembros destacados de la Unión
- Dmitri Shostakóvich
- Rodión Shchedrín
- Dmitri Kabalevski
- Tijon Jrénnikov
- Alfred Schnittke

## Compositores que compadecieron
- Dmitri Shostakóvich
- Nikolái Miaskovski
- Serguéi Prokófiev
- Serguéi Rajmáninov
- Alfred Schnittke